# Chakhtarske
Ne doit pas être confondu avec Chakhtarsk.
Chakhtarské (ukrainien : Шахтарське, russe : Шахтёрское, Chakhtiorskoïé) est un village et une commune de type urbain d'Ukraine. La localité est située dans l'oblast de Louhansk et dépend de la république populaire de Lougansk et du conseil de communes de Dovjansk.

## Histoire
C'est le 16 février 1987 que le présidium du soviet suprême de la république socialiste soviétique d'Ukraine décide par son décret 3574-XI de la construction d'un village nouveau pour loger les mineurs de la compagnie minière d'État Kharkivské et de la mine Pokhyla, sous le nom de Chakhtarské (chakhtar signifie mineur) juste à côté du petit village minier de Leninski (avant 1923 Tchoubarski). Le village comptait déjà 5 480 habitants en 1989. Mais la chute de l'URSS provoque des difficultés économiques. En 2002, il y avait 4 149 habitants et en 2013, 3 611 habitants.
La localité est administrée par la république populaire de Lougansk depuis le printemps 2014.